# Örebro (Gemeinde)
Koordinaten: 59° 16′ N, 15° 13′ O

Örebro ist eine Gemeinde (schwedisch kommun) in der schwedischen Provinz Örebro län und der historischen Provinz Närke. Der Hauptort der Gemeinde ist Örebro.

## Orte
Folgende Orte sind Ortschaften (tätorter und Småorter):
- Askersby
- Axberg
- Ekeby-Almby
- Garphyttan
- Glanshammar
- Hampetorp
- Hovsta
- Järle
- Kilsmo
- Latorpsbruk
- Marieberg
- Mosås
- Norra Bro
- Odensbacken
- Ölmbrotorp
- Örebro
- Stora Mellösa
- Vintrosa

## Partnerstädte
- Dänemark: Kolding
- Finnland: Lappeenranta
- Island: Stykkishólmur
- Volksrepublik China: Yantai
- Norwegen: Drammen
- Polen: Łódź
- Spanien: Terrassa